# Objawy prodromalne
Objawy prodromalne, prodrom, zwiastun – wczesny, nieswoisty objaw (lub zbiór objawów) wskazujący na początek choroby, zanim wystąpią objawy swoiste dla danej choroby. Przykładowo gorączka, złe samopoczucie, bóle głowy i brak chęci do jedzenia są częścią prodromu dla świnki lub innych chorób zakaźnych. Prodrom może być prekursorem występującym na początku chronicznych zaburzeń neurologicznych, takich jak migrena lub padaczka, gdzie objawy prodromalne obejmują mroczki, dezorientację, afazję lub światłowstręt.

Przeczytaj ostrzeżenie dotyczące informacji medycznych i pokrewnych zamieszczonych w Wikipedii.